# Owen Oglethorpe
Pour les articles homonymes, voir Oglethorpe.
Owen Oglethorpe est un évêque anglais né en 1502 ou 1503 et mort le 31 décembre 1559.

## Biographie
Originaire de Newton Kyme (en), dans le Yorkshire, Oglethorpe fait ses études au Magdalen College de l'université d'Oxford. Il mène de front ses carrières universitaire et ecclésiastique : il est ordonné prêtre en 1531, préside Magdalen College de 1536 à 1552 et occupe le poste de vice-chancelier de l'université en 1551-1552. Il se distingue par son conservatisme dans le domaine religieux, ce qui lui attire des ennuis sous le règne d'Édouard VI (1547-1553). Sa situation s'arrange après l'avènement de la catholique Marie. Il est sacré évêque de Carlisle le 15 août 1556, mais n'occupe réellement le poste qu'à partir de janvier 1558.
Le 15 janvier 1559, Owen Oglethorpe sacre la reine Élisabeth Ier. Ils ne partagent absolument pas les mêmes idées religieuses, et c'est à un concours de circonstances que l'évêque doit d'être choisi : le siège de Cantorbéry se trouve alors vacant, et l'archevêque d'York est incapable d'officier. La nouvelle reine semble avoir souhaité faire appel à un prélat qui ne soit pas trop lié au règne de sa sœur.
Oglethorpe est déchu de son siège dès le mois de juin, après avoir voté contre la Loi d'uniformité. Assigné à résidence à Londres, il meurt le dernier jour de l'année 1559 et est inhumé en l'église St Dunstan-in-the-West (en). Dans son testament, il lègue une partie importante de ses biens pour la fondation d'une école à Tadcaster, la Tadcaster Grammar School (en).